# Lastreopsis davallioides
Lastreopsis davallioides là một loài thực vật có mạch trong họ Dryopteridaceae. Loài này được (Brack.) Tindale miêu tả khoa học đầu tiên năm 1957.